# Parabatinga
Parabatinga là một chi nhện trong họ Ctenidae.